# Jonas Bruyneel
Jonas Bruyneel (Kortrijk, 8 mei 1989) is een Belgische auteur, dichter, performer, producer en muzikant.

## Auteur
Bruyneel debuteerde in 2015 met de verhalenbundel Voorbij het licht. Dit boek werd in 2016 bekroond met de zilveren medaille op de Prijs Letterkunde Proza (Provincie West-Vlaanderen). Sindsdien publiceert hij regelmatig in proza en poëzie in literaire tijdschriften als Deus Ex Machina, Het liegend konijn en Extaze.
Als performer maakte hij samen met auteur en woordkunstenaar Hans Depelchin de surrealistische, duistere performance Boonyi. In 2017 toerde hij met Duikbootdansje, een voorstelling met woord, dans en soundscape over de twintigjarige verjaardag van de dood van zijn zus.
Tussen 2017 en 2019 was hij stadsdichter van de stad Kortrijk.
In februari 2019 verscheen zijn historische roman Vijd bij Uitgeverij Lannoo. Datzelfde jaar publiceerde Bruyneel de novelle Symbols of Democracy bij de gelijknamige tentoonstelling van kunstenaar Pieter jan Martyn.
In 2022 verscheen de poëziebundel broedland bij Uitgeverij Poëziecentrum. Daarop volgde een poëzietoer door Vlaanderen met altviolist Esther Coorevits en contrabassist Juno Kerstens.
In 2024 verscheen de tweede bundel Mulhacén, ook bij Uitgeverij Poëziecentrum, een lang verhalend gedicht in coplavorm. Samen met regisseur Bart De Wildeman zette Bruyneel dit boek ook om in een theatervoorstelling die door Vlaanderen en Nederland toerde.

## Muzikant
Bruyneel trad geregeld in binnen- en buitenland op met zijn project Uncle Wellington. In 2017 bracht hij onder die naam het album The Faster I Waltz, the Better I Jive uit.
Sinds 2020 speelt Bruyneel bij momoyo. De debuut-ep kwam uit in september 2020 bij Starman Records. In 2022 verscheen het album Gaps in time.
Daarnaast is hij muzikant, arrangeur en producer voor Vincent Coomans.
Samen met altvioliste Esther Coorevits en drummer Renaud Debruyne vormt hij het instrumentale trio Foutloos. 

## Discografie
- Uncle Wellington - The Faster I Waltz, the Better I Jive (Vynilla Vinyl, 2017)
- Modern Art - A Brief History of (2018)
- Vincent Coomans - Can't You See That I Slowly Distance Myself from You (2020)
- momoyo - momoyo (Starman Records, 2020)
- momoyo - Gaps in time (Starman Records, 2022)
- Vincent Coomans - The Great Rebuild (Illumine Records, 2023)